# Encantamentos de Merseburgo

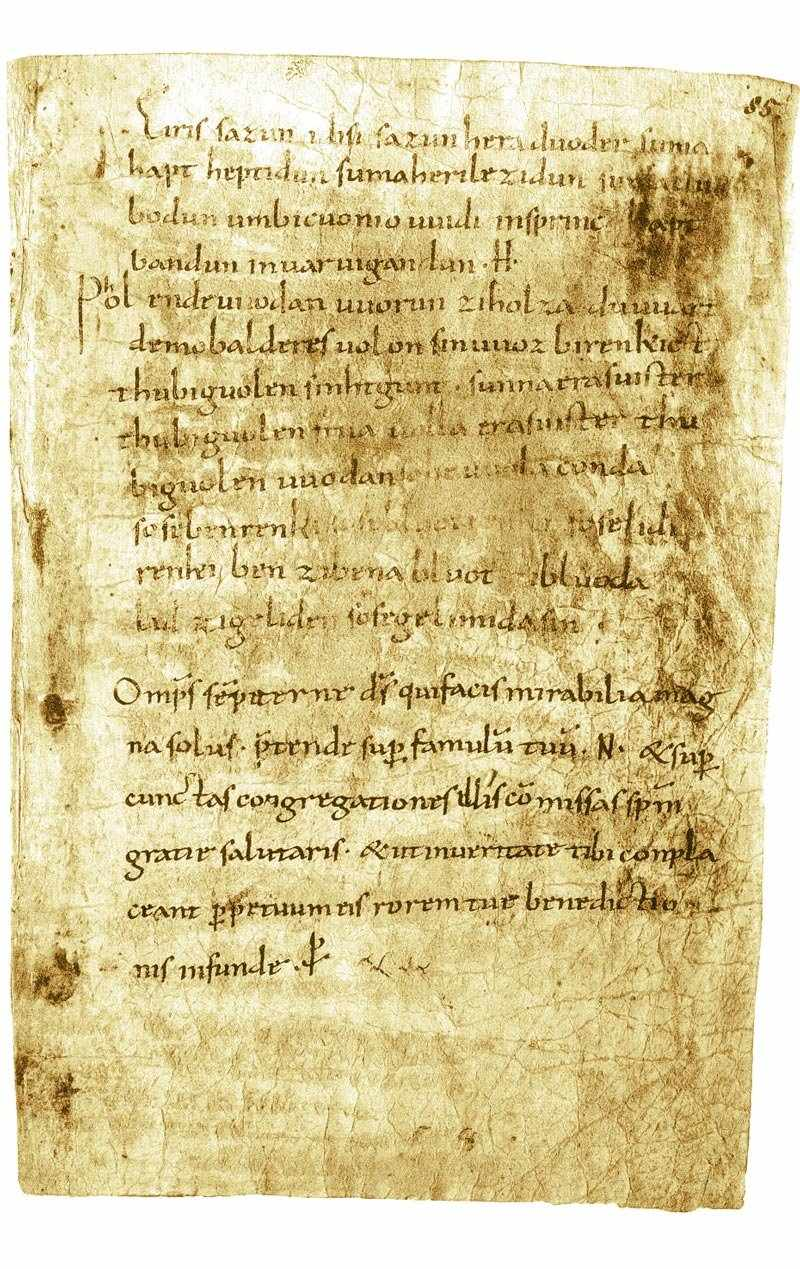
Encantamentos de Merseburgo (Merseburger Domstiftsbibliothek, Codex 136, f. 85r, 10th Cy.)

Os encantamentos de Merseburgo (em alemão: die Merseburger Zaubersprüche) são dois feitiços mágicos ou encantamentos medievais escritos em alemão arcaico. Eles são os únicos exemplos conhecidos das crenças germânicas pagãs preservados nesta língua. Foram descobertos em 1841 por Georg Waitz, que os encontrou em um manuscrito teológico de Fulda, escrito no século IX ou X, apesar de ainda existirem especulações sobre a data dos encantamentos em si. O manuscrito (Cod. 136 f. 85a) estava guardado na biblioteca da catedral de Merseburgo.

## Encantamento 1: Libertação de prisioneiros
| Eiris sazun idisi sazun hera duoder. suma hapt heptidun, suma heri lezidun, suma clubodun umbi cuoniouuidi: insprinc haptbandun, inuar uigandun. |  | Uma vez que as Idisi pousaram aqui, resolveram aqui e lá. Algumas prender grilhões, Algumas obstruir os grupos na guerra, Algumas afrouxar os vinculos dos bravos: Saltem por adiante dos grilhões, escapem dos grilhões. |

## Encantamento 2: Cura do Cavalo
| Phol ende uuodan uuorun zi holza. du uuart demo balderes uolon sin uuoz birenkit. thu biguol en sinthgunt, sunna era suister; thu biguol en friia, uolla era suister; thu biguol en uuodan, so he uuola conda: sose benrenki, sose bluotrenki, sose lidirenki: ben zi bena, bluot zi bluoda, lid zi geliden, sose gelimida sin. |